# 디지털 하드코어

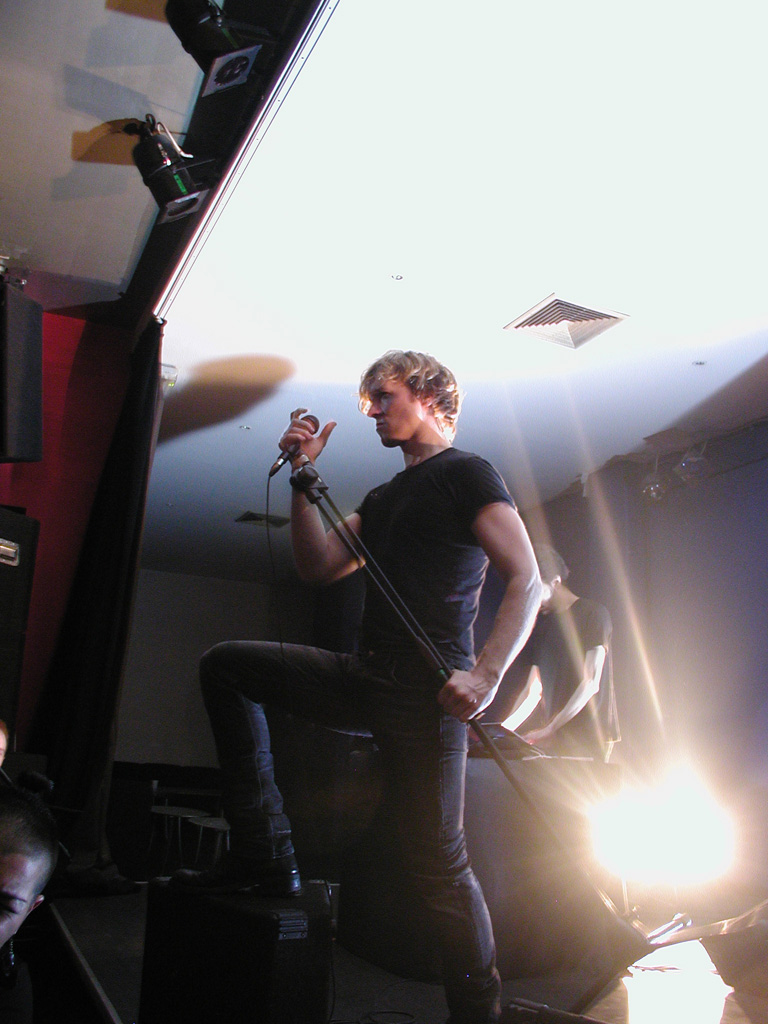

디지털 하드코어(Digital hardcore)는 하드코어 펑크를 브레이크비트, 테크노, 드럼 앤 베이스 등 전자 음악 장르과 결합한 퓨전 장르이며 헤비 메탈과 노이즈 음악의 요소도 포함된다. 보통은 빠른 템포에 공격적인 사운드 샘플을 특징으로 한다.

## 같이 보기
- 일렉트로닉코어
- 펑크 록
- 그라인드코어
- 인더스트리얼 메탈